# Trapistky
Trapistky je hovorové označení cisterciaček přísné observance – členek ženské větve Řádu cisterciáků přísné observance (alias trapistů; zkr. OCSO). Označení trapisté a trapistky je odvozeno od opatství La Trappe ve Francii, z něhož řád vzešel.

## Řehole

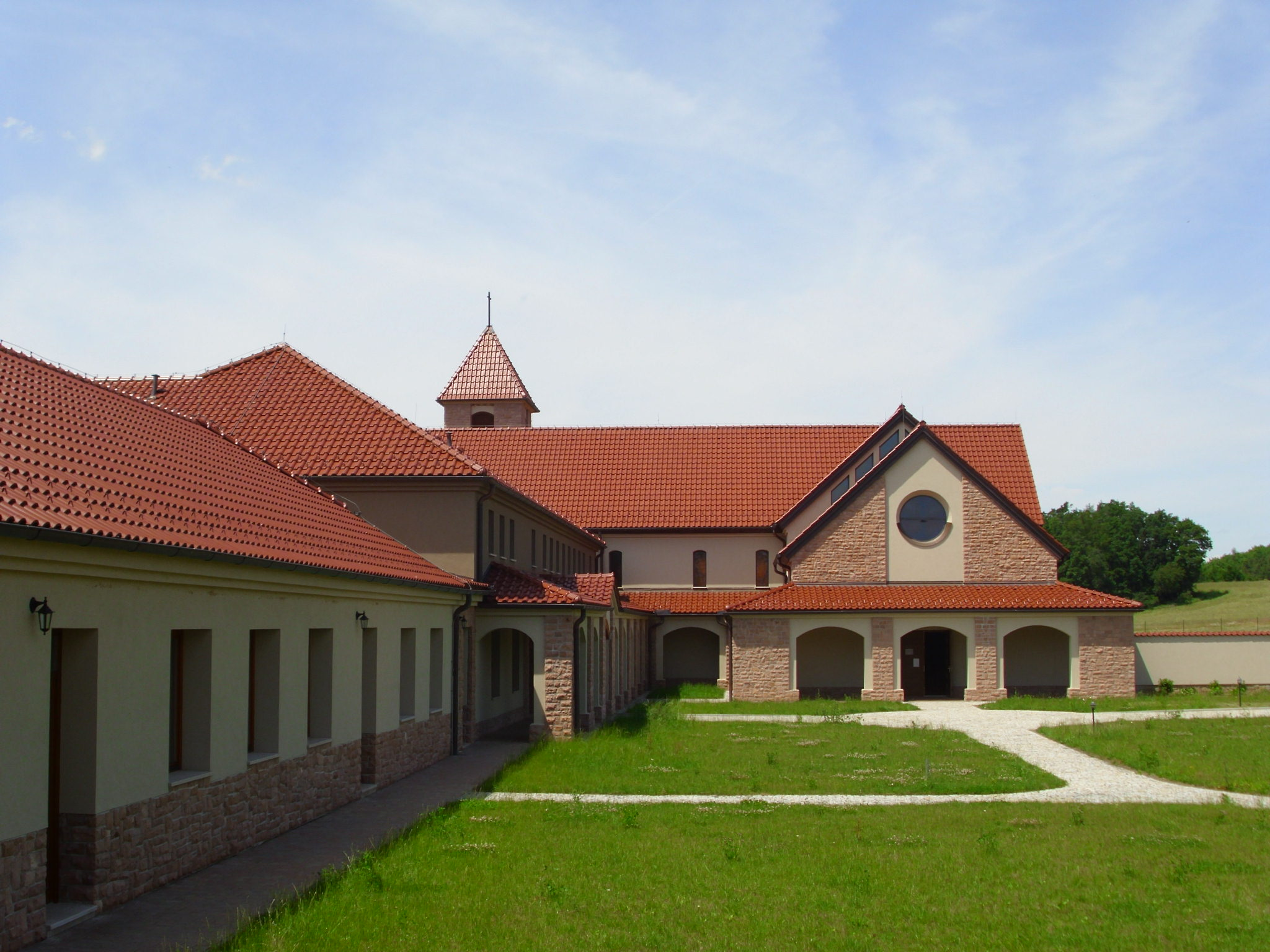
Klášter Naší Paní nad Vltavou v Poličanech

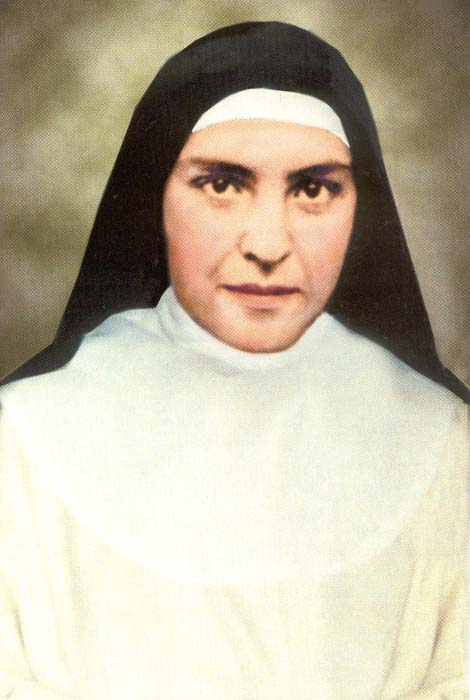
Blahoslavená Maria Gabriella Sagheddu (1914-1939)

Cisterciačky přísné observance jsou monastický řád, jehož členky žijí v papežské klausuře. Tento kontemplativní způsob života má původ ve snaze zasvětit celý život Bohu. Vychází z řehole svatého Benedikta, na jehož základě se v průběhu dne střídají hodiny modliteb, Lectio divina s prací. Organizačně jsou trapistky a trapisté sjednoceni pod společným vedením generálního opata.

## Historie
Původní klášter trapistů vznikl v roce 1140 ve francouzském La Trappe a v 17. století prošel řád reformou Armanda de Rancého, opata kláštera. V Česku vznikl první klášter trapistů Nový Dvůr až v roce 2002 a první ženský klášter Naší Paní nad Vltavou v roce 2007.

### Trapistky v Česku
V Česku zastoupeny trapistky ve středočeských Poličanech, kde provozují od roku 2007 klášter-Dům pro hosty. V roce 2004 bylo rozhodnuto o vybudování kláštera Nanebevzetí Panny Marie nad Vltavou, jehož základní kámen byl posvěcen apoštolským nunciem Diegem Causerem roku 2008 a v roce 2012 byl kardinálem Vlkem vysvěcen klášterní kostel.
Ve zdejším klášteře sestry vyrábějí potravinářské výrobky (čokoládu, sušenky, hořčice, džemy a marmelády, oleje, med, bylinkové čaje), ale také bio kosmetické přípravky, malují ikony.
V roce 2008 byl životu českých sester trapistek věnován díl pořadu České televize Cesty víry.
V roce 2018 byl klášter povýšen na opatství, první abatyší byla jmenována italská sestra Lucie Paola Tartaraová. Ta v lednu 2025 rezignovala, když kanonické vyšetřování, které potvrdilo, že v klášteře roky docházelo ke zneužívání pravomoci, duchovnímu zneužívání a používání fyzických trestů. Novou představenou se stala sestra Chiara Pascucci.

### Trapistky v zahraničí
Dva kláštery trapistek jsou v Německu. Starší z nich, opatství Panny Marie míru v Dahlemu v Eifelském kraji. Die opatství bylo založeno 1952 mnichy z opatství Mariawald a v roce 1953 osazeno sestrami z nizozemského opatství Konigsoord. Sestry z opatství Panny Marie míru také osídlily v roce 1971 klášter Klause Egg v Heiligenbergu nedaleko Bodamského jezera. V roce 1984 byl poblíž obce Dannenfels u Donnersbergu v Severní Falci založen dvěma trapistkami z opatství Maria Frieden klášter Gethsemani.
Další kláštery trapistek se nacházejí v mnoha zemích Evropy, Afriky, Asie a Severní i Jižní Ameriky.

## Svatořečené a blahořečené trapistky
- bl. Marie Gabriella Sagheddu